# Anton Meindl
Anton Meindl (* 15. April 1905 in Altrohlau, Österreich-Ungarn; † unbekannt) war ein sudetendeutscher Jurist und Landrat.

## Leben und Wirken
Nach der 1924 erfolgten Matura und dem Studium der Rechtswissenschaften, das er 1931 mit der Promotion zum Dr. jur. abschloss, trat er im Juli 1931 das Referendariat im Staatsdienst an. 
Nachdem er am 10. Oktober 1933 der Sudetendeutschen Partei (SdP) beigetreten war, wurde er Kreisamtsleiter für Kommunalpolitik und im April 1935 in die Hauptleitung der SdP in Eger übernommen und dort mit der Errichtung und Leitung einer Rechtsanwaltskanzlei beauftragt. Meindl legte am 8. April 1936 die große juristische Staatsprüfung an und war in Eger bis Ende August 1936 tätig. Dann wechselte er als Rechtsanwalt in die Bezirksstadt Neudek. Hier erlebte er im Oktober 1938 die Besetzung der Grenzgebiete der Tschechoslowakei durch das Deutsche Reich und die Bildung des Reichsgaus Sudetenland. Er beantragte am 31. Dezember 1938 die Aufnahme in die NSDAP und wurde rückwirkend zum 1. November desselben Jahres aufgenommen (Mitgliedsnummer 6.719.132).
Nachdem er von Juni bis September 1939 praktische Erfahrungen im Landratsamt der vogtländischen Kreisstadt Auerbach erworben hatte, wurde Meindl im Oktober 1939 kommissarisch als Landrat im Landkreis Elbogen eingesetzt. Mit Wirkung vom 1. Mai 1941 übernahm er endgültig dieses Amt in Falkenau an der Eger. Meindl blieb dort bis zu seiner bereits am 18. August 1941 erfolgten Einberufung zum Kriegsdienst bei der deutschen Wehrmacht im Amt.